# Condado de Albiz
El condado de Albiz es un título nobiliario español creado por el rey Alfonso XIII a favor de Jesusa Allendesalazar y Muñoz de Salazar, en memoria de un antiguo señorío de su casa, mediante real decreto del 5 de enero de 1903 y despacho expedido el 15 de abril del mismo año.
Su denominación hace referencia a la localidad de Albiz, en la provincia de Vizcaya, integrada actualmente en el municipio de Mendata.

## El señorío de Albiz
El señorío de Albiz es uno de los más antiguos señoríos de Vicaya, que toma su nombre de la antigua torre altomedieval de Albiz, situada en la ladera del monte Oiz en su cara norte, en la parte más alta de la actual Reserva de la Biosfera de Urdaibai.
Dicha torre fue incendiada  en torno al año 1126, edificándose un edificio de nueva planta en una zona más accesible de la localidad, en dónde se sitúa actualmente la ruina que es hoy conocida como Torre de Albiz. Recientes estudios arqueológicos realizados en dicha torre datan su construcción de finales del s.XIII o comienzos del s. XIV. 
De dicha época datan las primeras referencias documentales al linaje de los Albiz, que ejercieron el oficio de Alcaldes del Fuero por la merindad de Busturia, heredándolo de padres a hijos hasta mediados del s.XVI. Como tales alcaldes son citados, junto con los otros cuatro linajes que ejercían la alcaldía de alguna de las cinco merindades (Adan de Yarza, Villela, Lezama y Múgica) en numerosos documentos históricos, destacando la primera compilación por escrito del Fuero de Vizcaya, aprobada en la Junta General en 1342, ante los Señores de Vizcaya, D. Juan Nuñez y Dña. María.
Tras la fundación de la Villa de Guernica por el infante Tello de Castilla, en 1366, los Albiz abandonaron la torre, asentándose en la villa, en la que ejercieron los principales oficios de la misma y construyeron las torres-fuerte que rodean la misma, entre las que destacan las de la Rentería, Urdaibai, Gareca o Belendiz. Pocos años más tarde, los Albiz y los Mezeta, principales linajes de la zona, entroncarían con el matrimonio entre Martín Ruiz de Albiz y Juana González de Mezeta, patrona de San Pedro de Luno y señora de la torre de Mezeta.
Desde dicho matrimonio, el señorío de Albiz discurriría conjuntamente con el de Mezeta y se le irían incorporando otros vínculos y mayorazgos como los de Muncharanz, Ibargüen, Zubiaur, etc, hasta Manuel María Allendezalazar y Loizaga, última persona en disfrutar de todos estos importantes vínculos y mayorazgos en Vizcaya. 
Su hija y coheredera, Jesusa Allendesalazar y Muñoz de Salazar, sería señora de Albiz, Berreñondo y Manza en Vizcaya, y señora de Villanueva de Tapia en Granada, y recibiría el título nobiliario de condesa de Albiz como reconocimiento del rey Alfonso XIII por las empresas acometidas por su esposo, Antonio Comyn y Crooke, para la modernización de España.

## Lista de señores y condes de Albiz
|                                      | Titular                                   | Periodo                              |
| Señores de Albiz, Berreñondo y Manza | Señores de Albiz, Berreñondo y Manza      | Señores de Albiz, Berreñondo y Manza |
| ------------------------------------ | ----------------------------------------- | ------------------------------------ |
|                                      | Martín Ruiz de Albiz                      | c.1476                               |
| Señores de Mezeta-Albiz              |                                           |                                      |
|                                      | Juan Sánchez de Mezeta Albiz              |                                      |
|                                      | Juan Sáez de Mezeta Albiz                 |                                      |
|                                      | Gracián de Mezeta y Pinedo                |                                      |
|                                      | Martín de Mezeta y Zubiaur                |                                      |
|                                      | Rodrigo de Mezeta y Zubiaur               | 1573-                                |
|                                      | Juan de Mezeta y Areiza                   |                                      |
|                                      | Juan Antonio de Mezeta y Busturia         | 1615-                                |
|                                      | Juan Antonio de Mezeta y Mendibe-Rentería |                                      |
|                                      | María Teresa de Mezeta y Arriola          | 1704-                                |
|                                      | Juan Mariano de Allendesalazar y Mezeta   | 1728-1781                            |
| Condes de Montefuerte                |                                           |                                      |
| I                                    | José María Allendesalazar y Zubialdea     | 1800-                                |
| II                                   | Nicolás María Allendesalazar y Zubialdea  | -                                    |
| III                                  | Manuel María Allendesalazar y Loizaga     | 1848-1892                            |
| Condes de Álbiz                      |                                           |                                      |
| I                                    | Jesusa Allendesalazar y Muñoz de Salazar  | 1903-1908                            |
| II                                   | Juan Manuel Comyn y Allendesalazar        | 1912-1961                            |
| III                                  | Juan Antonio Comyn y Gurriérrez-Maturana  | 1963-2008                            |
| IV                                   | Isabel Comyn y Llorens                    | 2010-hoy                             |

## Historia de los condes de Albiz
- Jesusa Allendesalazar y Muñoz de Salazar, I condesa de Albiz.[1]

Casó con Antonio Comyn y Crooke, diputado a Cortes, senador del reino, gentilhombre de cámara con ejercicio del rey Alfonso XIII. El 2 de abril de 1912 le sucedió su hijo:
- Juan Manuel Comyn y Allendesalazar (1890-Madrid, 7 de marzo de 1961), II conde de Albiz, caballero de la Real Maestranza de Granada.[1]

Casó con María Josefa Gutiérrez-Maturana y Matheu-Arias-Dávila, hija de Carlos Gutiérrez-Maturana y Rodríguez de Valcárcel, X marqués de Medina, y de María Felipa Matheu-Arias-Dávila y de Gregorio. El 22 de marzo de 1963 le sucedió su hijo:
- Juan Antonio Comyn y Gutiérrez-Maturana (m. 2008), III conde de Albiz, maestrante de Granada, capitán de complemente de infantería, dos Cruces de Guerra, dos Cruces Rojas del Mérito Militar, Medalla de la Campaña, abogado.[4]

Casó en primeras nupcias con María Isabel Lloréns y Torrejón (m. 1981) y en segundas con Manuela López Romero. El 24 de abril de 2010, previa orden del 25 de febrero del mismo año para que se expida la correspondiente carta de sucesión (BOE del 13 de marzo), le sucedió, de su primer matrimonio, su hija:
- María Isabel Comyn y Lloréns, IV condesa de Albiz.[3]

Casó con José Ignacio Cases y Méndez.